# Gymnobela
Gymnobela es un género de gasterópodos marinos perteneciente la familia Conidae.

## Especies
- Gymnobela abyssorum (Locard, 1897)
- Gymnobela adenicus Sysoev, 1996
- Gymnobela africana Sysoev, 1996
- Gymnobela agassizi (Verrill & Smith, 1880)
- Gymnobela agassizii (Verrill, 1880)
- Gymnobela altispira Sysoev & Ivanov, 1985
- Gymnobela angulosa Sysoev, 1988
- Gymnobela aquilarum (Watson, 1882)
- Gymnobela augusta Thiele, 1925
- Gymnobela bairdii (Verrill & Smith, 1884)
- Gymnobela baruna Sysoev, 1997
- Gymnobela blakeana (Dall, 1881)
- Gymnobela brachis (Dall, 1919)
- Gymnobela brachypleura Sysoev, 1990
- Gymnobela brunnistriata Sysoev, 1990
- Gymnobela camerunensis Thiele, 1925
- Gymnobela ceramensis (Schepman, 1913)
- Gymnobela chistikovi Sysoev & Ivanov, 1985
- Gymnobela chrysopelex (Barnard, 1963)
- Gymnobela chyta (Watson, 1881)
- Gymnobela clara Thiele, 1925
- Gymnobela crassilirata Sysoev, 1990
- Gymnobela dagama (Barnard, 1963)
- Gymnobela daphnelloides (Dall, 1895)
- Gymnobela dautzenbergi (Knudsen, 1952)
- Gymnobela dubia (Schepman, 1913)
- Gymnobela edgariana (Dall, 1889)
- Gymnobela emertoni (Verrill, 1884)
- Gymnobela engonia Verrill, 1884
- Gymnobela eridmata Sysoev & Bouchet, 2001
- Gymnobela erronea Thiele, 1925
- Gymnobela eugenia Sysoev & Ivanov, 1985
- Gymnobela extensa (Dall, 1881)
- Gymnobela felderi Garcia, 2005
- Gymnobela filifera (Dall, 1881)
- Gymnobela fredericqae Garcia, 2005
- Gymnobela frielei (Verrill, 1885)
- Gymnobela fulvotincta (Dautzenberg & Fischer, 1896)
- Gymnobela glaucocreas (Barnard, 1963)
- Gymnobela gracilis Sysoev, 1990
- Gymnobela granulisculpturata Sysoev, 1990
- Gymnobela guineensis Thiele, 1925
- Gymnobela homaeotata (Watson, 1886)
- Gymnobela homeotata (Watson, 1886)
- Gymnobela illicita Dall, 1927
- Gymnobela ioessa Sysoev, 1997
- Gymnobela isogonia (Dall, 1908)
- Gymnobela judithae Clarke, 1989
- Gymnobela lamyi (Dautzenberg, 1925)
- Gymnobela lanceata Dall, 1927
- Gymnobela laticaudata Sysoev, 1990
- Gymnobela latistriata Kantor & Sysoev, 1986
- Gymnobela leptoglypta (Dautzenberg & Fischer, 1896)
- Gymnobela malmii (Dall, 1889)
- Gymnobela micraulax Sysoev, 1997
- Gymnobela mitrodeta Sysoev, 1997
- Gymnobela muricata Sysoev, 1997
- Gymnobela nivea Sysoev, 1990
- Gymnobela oculifera Kantor & Sysoev, 1986
- Gymnobela petiti Garcia, 2005
- Gymnobela phyxanor (Watson, 1886)
- Gymnobela procera Sysoev & Bouchet, 2001
- Gymnobela pulchra (Schepman, 1913)
- Gymnobela pyrrhogramma (Dautzenberg & Fischer, 1896)
- Gymnobela rotundata Sysoev, 1990
- Gymnobela sibogae (Schepman, 1913)
- Gymnobela subaraneosa (Dautzenberg & Fischer, 1896)
- Gymnobela turrispira Sysoev, 1990
- Gymnobela verecunda (Barnard, 1963)
- Gymnobela vicella (Dall, 1908)
- Gymnobela virgo (Okutani, 1966)
- Gymnobela virgulata Sysoev & Bouchet, 2001
- Gymnobela watsoni (Dautzenberg, 1889)
- Gymnobela xylona (Dall, 1908)
- Gymnobela yoshidai (Habe, 1962)